# Titanomachia

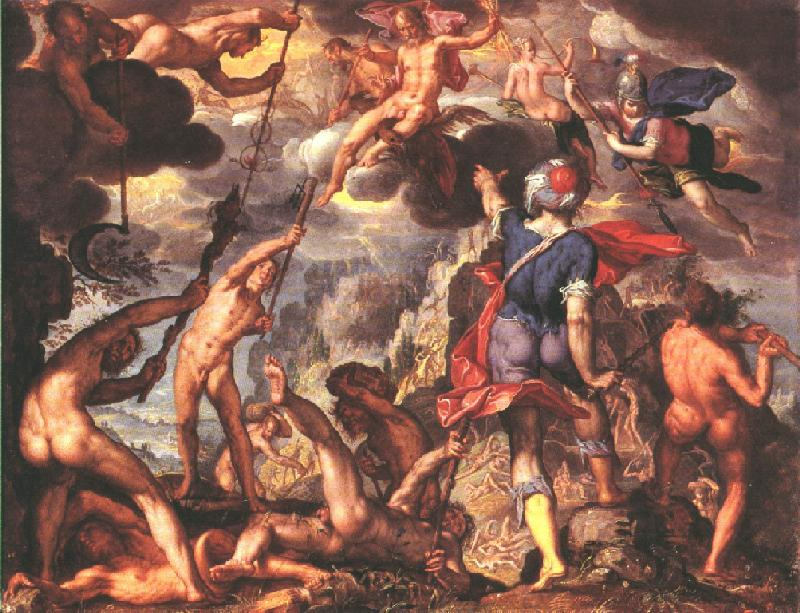
La battaglia tra gli dei e i titani, di Joachim Wtewael, 1600

La Titanomachia (in greco antico: Τιτανομαχία?, Titanomakhia, "Battaglia dei titani") è una guerra della mitologia greca, combattuta da Zeus e gli altri dei dell'Olimpo (cui si erano uniti i ciclopi e gli ecatonchiri) contro la generazione delle divinità precedenti, quella di Crono e dei titani. Tale guerra durò dieci grandi anni e si concluse con la vittoria degli dei dell'Olimpo.
La vicenda è narrata dalla Teogonia di Esiodo e da altri autori, tra cui Igino e Apollodoro. In tempi antichi esisteva anche un poema intitolato Titanomachia, attribuito a Eumelo di Corinto, oggi perduto.
Viene qui riportato un riassunto delle vicende raccontate dal mito. Va tuttavia tenuto presente che il mito stesso si presenta in varie versioni differenti ed è dunque inevitabile una cernita, a volte arbitraria, nell'impossibilità di dare conto di ognuna delle varianti. Furono anni sanguinosi quelli della titanomachia, e dopo la fine del conflitto gli dei salirono al potere mentre i titani furono rinchiusi in eterno nel tartaro.

## La vicenda

### Antefatto

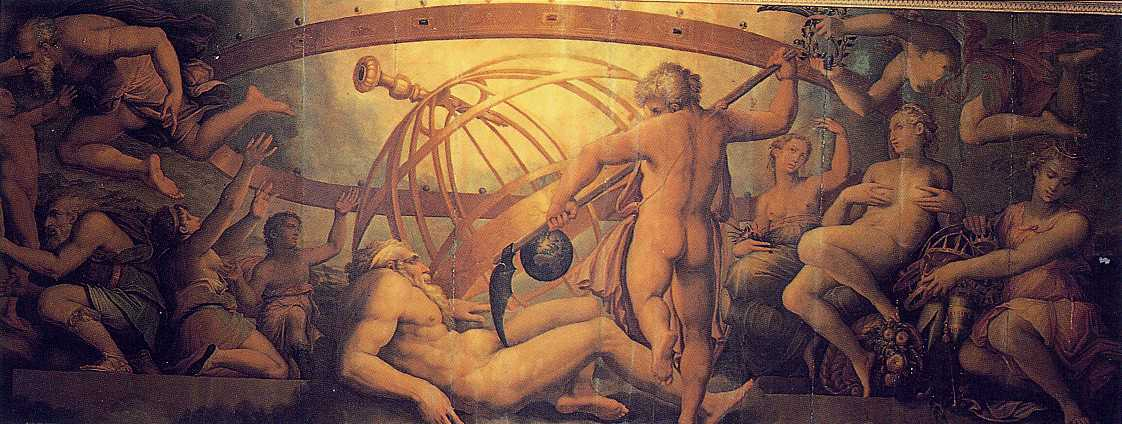
Giorgio Vasari, La mutilazione di Urano da parte di Crono, XVI secolo

Al principio dell'universo c'era solo il Caos, poi apparve Gea, Madre Terra, la quale generò Urano, il Cielo, e si unì a lui, dando alla luce la stirpe dei titani, sei maschi e sei femmine (dette titanidi). Oltre a questi, Gea diede vita anche ad alcune creature mostruose: tre ciclopi e tre ecatonchiri. Urano tuttavia odiava quelle creature e, per liberarsi di loro, le incatenava nel Tartaro non appena nascevano, provandone grande piacere. Per vendicarsi di tutto ciò, Gea allora invitò i titani a ribellarsi, ma essi erano tutti intimoriti dal potente padre: solo il più giovane di essi, Crono, accolse la richiesta. Armatosi di un falcetto creato dalla madre, Crono sorprese il padre mentre desiderava unirsi con Gea e gli tagliò i genitali, gettandoli poi in mare.
In questo modo i titani ottennero il dominio sull'universo, sotto il comando di Crono, ma egli non si comportò bene con i ciclopi e gli ecatonchiri: li ricacciò nuovamente nel Tartaro, dove già li aveva confinati Urano. Crono sposò sua sorella Rea, tuttavia era stato profetizzato da Urano morente e da Gea che proprio uno dei figli di Crono sarebbe stato colui che lo avrebbe spodestato. Per questo motivo, ogni volta che la moglie Rea dava alla luce un figlio, Crono lo divorava. Fecero questa fine Estia, Demetra, Era, Ade e Poseidone. Quando fu la volta di Zeus, per evitargli la stessa sorte degli altri, Rea lo partorì di notte e lo affidò a Gea, che lo portò a Creta. Per ingannare Crono, inoltre, Rea avvolse una pietra nelle fasce e la consegnò al marito, che la divorò nella convinzione che si trattasse del piccolo Zeus.
Zeus crebbe quindi a Creta e quando raggiunse un'età adeguata decise di vendicarsi di Crono. Con l'aiuto della madre Rea chiese e ottenne di diventare coppiere del padre (il quale evidentemente non lo riconobbe), ma approfittando di tale posizione, versò un emetico nelle bevande di Crono. Questi cominciò a vomitare e in questo modo tirò fuori prima la pietra e poi tutti e cinque gli dei olimpici che aveva divorato. Questi uscirono illesi e già adulti, e visto il trattamento subito, non potevano che provare un odio profondo per Crono e gli altri titani, tanto che fu subito chiaro che tra gli dei olimpici e i titani sarebbe scoppiata una guerra. Gli dei per gratitudine offrirono a Zeus di guidarli, mentre i titani scelsero come capo Atlante.

### La battaglia

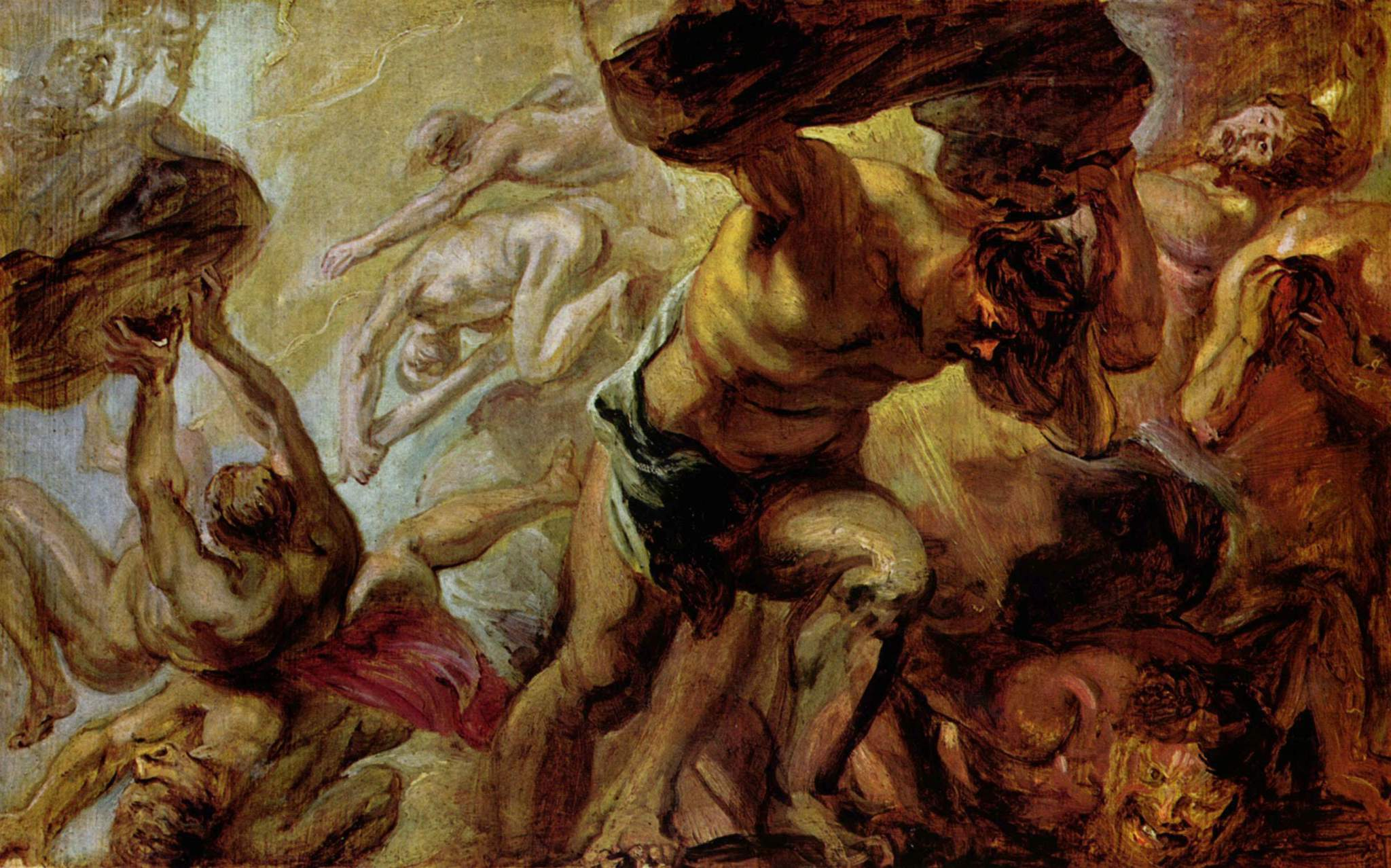
La caduta dei Titani di Peter Paul Rubens

Il conflitto vedeva gli dei situati sul monte Olimpo e i titani sul monte Otri (con l'eccezione di Prometeo e Stige, che appoggiavano gli dei pur essendo figli di titani). La guerra infuriò per dieci grandi anni, ma a un certo punto Gea emanò una profezia: affermò che gli dei avrebbero vinto soltanto se avessero ottenuto l'appoggio dei ciclopi e degli ecatonchiri, che erano ancora nel Tartaro, dove li aveva confinati Crono. Zeus allora uccise Campe, l'anziana carceriera, e li liberò, rifocillandoli con nettare e ambrosia. I ciclopi per riconoscenza donarono a Zeus il fulmine, arma molto potente, ad Ade un elmo che rende invisibili e a Poseidone un tridente.
I tre dei si introdussero poi nella dimora di Crono e mentre Poseidone lo teneva a bada col tridente, Zeus lo colpì col fulmine e Ade gli rubò le armi. Intanto gli altri titani furono bersagliati di pietre dagli ecatonchiri, che avendo cento braccia e cento mani potevano lanciarne un numero enorme. Intervenne infine un lacerante urlo del dio Pan che mise definitivamente in fuga i titani. La battaglia si concluse dunque con la vittoria degli dei olimpici, che confinarono gli sconfitti nel Tartaro, sotto la sorveglianza degli ecatonchiri. Atlante, capo della fazione perdente, fu condannato a reggere la volta del cielo, mentre le titanidi non subirono punizioni, per l'intervento di Rea e Meti. Cominciò così il dominio degli dei olimpici: Zeus divenne padrone del cielo, Poseidone del mare e Ade dell'oltretomba. I titani non ebbero mai più modo di prendersi una rivincita, portando così a una stabilizzazione definitiva delle divinità dominanti.

## Esegesi
Secondo il mitografo Robert Graves, Ade, Poseidone e Zeus, i fratelli che congiurarono contro il padre Crono e sconfissero i titani, potrebbero simboleggiare, in un'esegesi di stampo storico, le tre successive invasioni elleniche, comunemente note come ionica, eolica e achea. Le stirpi ioniche ed eoliche furono assorbite dalle culture pre-elleniche, ma ciò non avvenne con gli Achei, che le sopraffecero. Gli Eoli, attorno al II millennio a.C., erano probabilmente diventati sudditi degli Achei e avevano quindi dovuto accettarne gli dei olimpici. Pare inoltre che "Zeus" fosse in tempi antichi un appellativo regale, e che solo in seguito sia stato riservato al padre degli dei.
Secondo Tallo, storico del primo secolo, la vittoria di Zeus contro i titani avvenne "trecentoventidue anni prima della guerra di Troia". Questo porterebbe a un periodo attorno al 1500 a.C., una data verosimile per l'espansione ellenica in Tessaglia.

### Esplicative
1. ↑  Anche i titani e le titanidi si unirono tra loro, generando numerose divinità minori.
2. ↑  Urano e Gea generarono i seguenti figli: i titani Oceano, Ceo, Crio, Iperione, Giapeto e Crono; le titanidi Teia, Rea, Temi, Mnemosine, Febe e Teti; i ciclopi Arge, Sterope e Bronte; gli ecatonchiri Cotto, Briareo e Gige.
3. ↑  Il Tartaro era un luogo sotterraneo e oscuro, tanto lontano dalla terra quanto la terra lo era dal cielo. Un'incudine, cadendo dalla superficie della terra, avrebbe impiegato dieci giorni per arrivare al Tartaro (cfr. Esiodo, Teogonia, vv. 721-25).
4. ↑  Alcune gocce di sangue di Urano castrato caddero su Gea, la Terra, fecondandola e dando origine alle Erinni, alle Melie e ai Giganti. Inoltre i genitali di Urano caduti in mare fecondarono la spuma delle onde, dando vita alla dea Afrodite.
5. ↑  Secondo la Titanomachia, il già citato poema perduto di Eumelo di Corinto, Zeus nacque in Lidia, forse sul monte Sipylos. Invece secondo Esiodo, Rea partorì Zeus a Creta, in una grotta nei pressi di Litto. Tale luogo è stato in seguito identificato, alla fine del XIX secolo, come la grotta di Psychro (cfr. West, p. 225; Esiodo, Teogonia, v. 477).
6. ↑  Quando Zeus era un neonato a Creta, i Cureti tenevano la sua culla appesa ai rami di un albero, in modo che Crono non potesse vederlo né in terra, né in cielo, né in mare. Inoltre eseguivano danze guerriere attorno a lui, per coprirne i vagiti con la loro voce e impedire a Crono di sentirlo.
7. ↑  Secondo Robert Graves, quest'urlo di Pan divenne proverbiale e diede origine alla parola "panico", ma è ipotesi non condivisa da altri studiosi di etimologia (cfr. Graves, p. 36).

### Bibliografiche
1. ↑  Igino, Fabulae, 150; Pseudo-Apollodoro, Biblioteca, 1.2.1; (EN) Esiodo, Teogonia, 617, su theoi.com. URL consultato il 5 novembre 2020.
2. ↑  West, pp. 26-27.
3. ↑  Graves, p. 30; Grimal, p. 618; Guidorizzi, pp. 48-49.
4. 1 2  Graves, p. 32; Grimal, pp. 146-147, 638, 644; Guidorizzi, pp. 48-49.
5. ↑  Graves, pp. 32-33.
6. ↑  Graves, p. 33; Guidorizzi, pp. 48-49.
7. ↑  Giovanni Tzetzes, Antehomerica, 102 sgg. e Chiliades, I, 474.
8. ↑  Graves, pp. 35, 147.
9. ↑  Graves, p. 35.